# ويليام أ. بيتري
ويليام أ. بيتري (بالإنجليزية: William A. Petri)‏ هو عالم وطبيب أمريكي، ولد في 25 ديسمبر 1955.